# Laura Fernández
Laura Lynn Fernández Piña (Torreón, Coahuila; 11 de junio de 1971) es una mercadóloga y política mexicana. Fue diputada local por el distrito 10 de Quintana Roo de 2008-2011, Secretaria de Turismo de Quintana Roo de 2013-2016, durante el gobierno de Roberto Borge Angulo. Y alcaldesa de Puerto Morelos de 2016-2021. Desde el 6 de junio de 2022 es diputada federal al Congreso de la Unión, por el Distrito 4 de Quintana Roo.

## Biografía

### Estudios y formación
Nació en la ciudad de Torreón, Coahuila y creció en Guadalajara, Jalisco. Es hija de Luis Fernández Meza y Marcia Piña Puchi. Estudió Mercadotecnia por la Universidad del Valle de Atemajac en Guadalajara, Jalisco.

## Trayectoria política
En 1999 incursionó en la actividad política a través del Partido Revolucionario Institucional y también ha ocupado diversos cargos en la administración pública. Encabezó la Dirección de Turismo y Relaciones Públicas en el ayuntamiento de Benito Juárez (Cancún), en la administración 1999-2002; después fue delegada del Instituto Quintanarroense de la mujer. Desde 2005 hasta 2008 fue secretaria técnica del Gabinete del Ayuntamiento de Benito Juárez. 

### Diputada local de Quintana Roo (2008-2011)
Fue elegida Diputada local del Distrito X de Quintana Roo por el PRI para el periodo 2008-2011 y presidió la comisión de Hacienda, Presupuesto y Cuenta Publica de la XII Legislatura del Congreso del Estado. También fue candidata a diputada por el Distrito Federal 03.

### Secretaria de Turismo de Quintana Roo (2013-2016)
En 2013 se desempeñó como Secretaria de Turismo del Gobierno del Estado de Quintana Roo (SEDETUR) hasta 2016, en la administración del gobernador priista Roberto Borge Angulo. En el cargo participó en la organización de la edición 39 de Tianguis Turístico de México,Cancún 2014. En abril de 2016 renunció a su cargo como secretaria de turismo y por consiguiente a su afiliación al Partido Revolucionario Institucional, para luego ingresar al Partido Verde Ecologista de México y poder ser candidata a alcaldesa de Puerto Morelos. 

### Alcaldesa de Puerto Morelos (2016-2021)
En las elecciones locales de 2016 fue electa como la primera presidenta municipal de Puerto Morelos, teniendo el honor de encabezar el primer Ayuntamiento de este nuevo municipio, para el periodo (2016-2018). Durante su primera administración presidió la Conferencia Nacional de Municipios de México (CONNAM) que agrupa a más de 2400 Ayuntamientos de diferente filiación partidista. Posteriormente se convirtió en la primera mujer en reelegirse como alcaldesa en Quintana Roo, luego de ganar nuevamente durante las elecciones de 2018, para un segundo mandato que ostento hasta marzo de 2021.

### Diputada Federal (2021-2024)
En 2021 fue postulada como candidata a diputada federal del Partido Verde Ecologista de México por la coalición "Juntos Hacemos Historia" por el distrito 4 de Quintana Roo. Siendo elegida en los comicios del 5 de junio, con el 43.60% de los votos, solicitó licencia indefinida como diputada federal en marzo de 2022, para competir por la gubernatura de Quintana Roo, a falta de suplente su escaño en la Cámara de Diputados quedó vacante, hasta su posterior reincorporación al mismo, en junio.  

### Candidata a gobernadora de Quintana Roo (2022)
En enero de 2022 renuncia al Partido Verde Ecologista de México, para ser precandidata a la gubernatura de Quintana Roo por el Partido de la Revolución Democrática, el 21 de enero de 2022 se registra para abanderar la candidatura a la gubernatura de Quintana Roo de la coalición "Va por Quintana Roo". En las elecciones del 5 de junio, Fernández Piña quedó en el segundo puesto, con el 16.08% de los votos, 41 puntos por detrás de la electa gobernadora Mara Lezama del partido Morena, que recibió el 57.06% de los sufragios emitidos. 